# Javad Abdolahzadeh
Javad Abdolahzadeh es un deportista iraní que compitió en atletismo adaptado. Ganó una medalla de oro en los Juegos Paralímpicos de Seúl 1988, en la prueba de lanzamiento de jabalina (clase 5).

## Palmarés internacional
| Juegos Paralímpicos | Juegos Paralímpicos  | Juegos Paralímpicos | Juegos Paralímpicos |
| Año                 | Lugar                | Medalla             | Prueba              |
| ------------------- | -------------------- | ------------------- | ------------------- |
| 1988                | Seúl (Corea del Sur) | Medalla de oro      | Jabalina 5          |